# Margarita

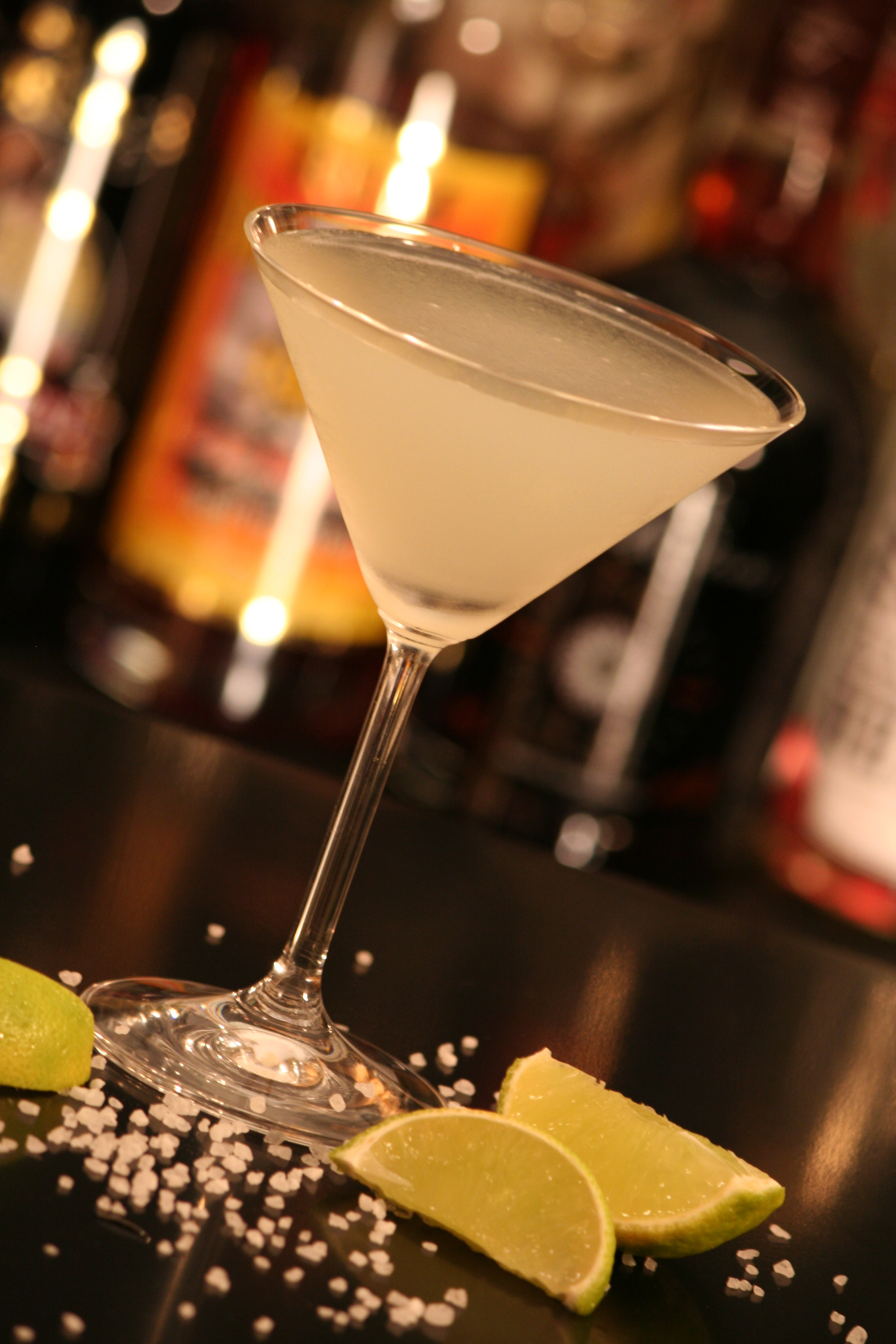
Margarita in einem Martiniglas

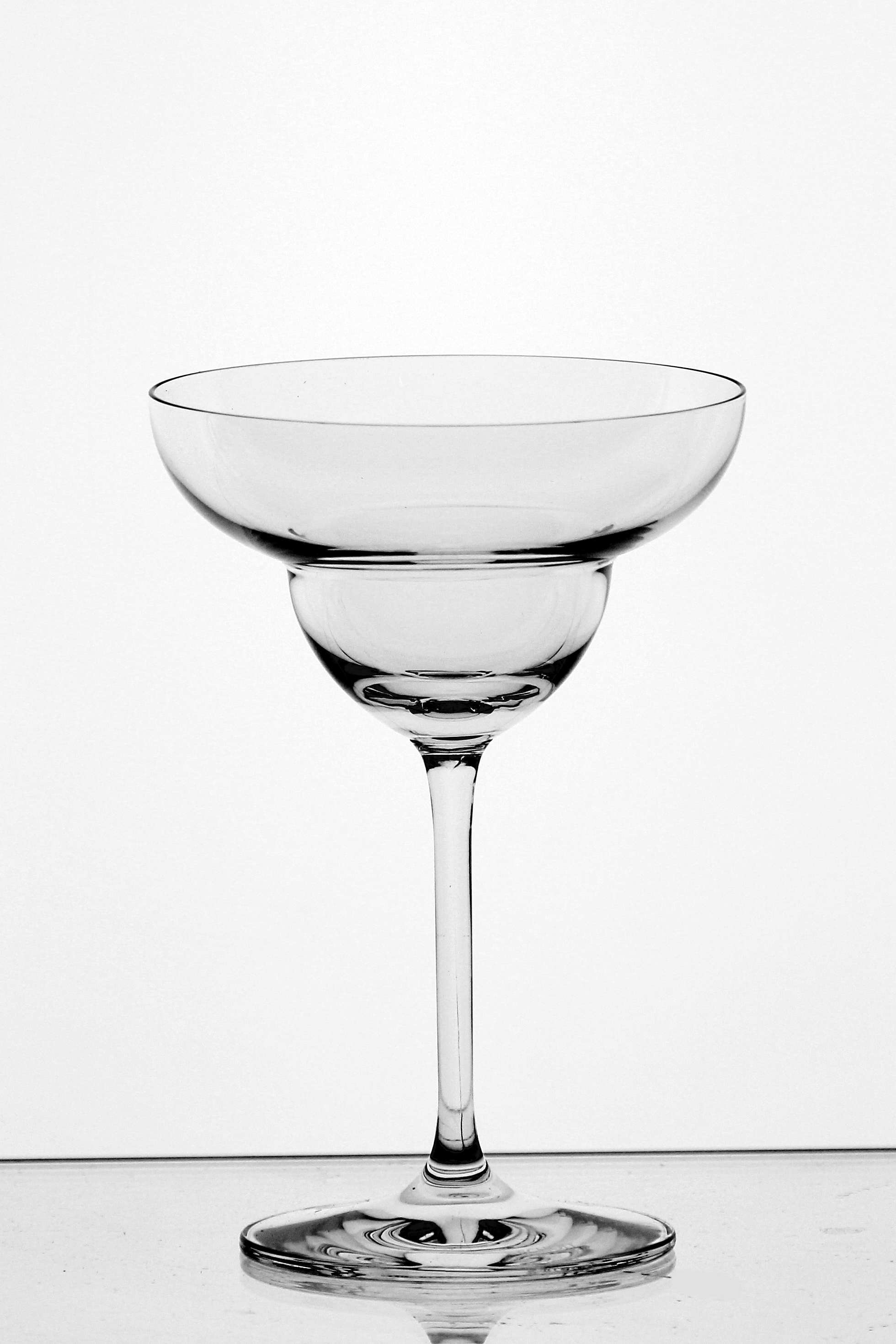
Der Cocktail wird oft auch in speziellen Margarita-Gläsern serviert

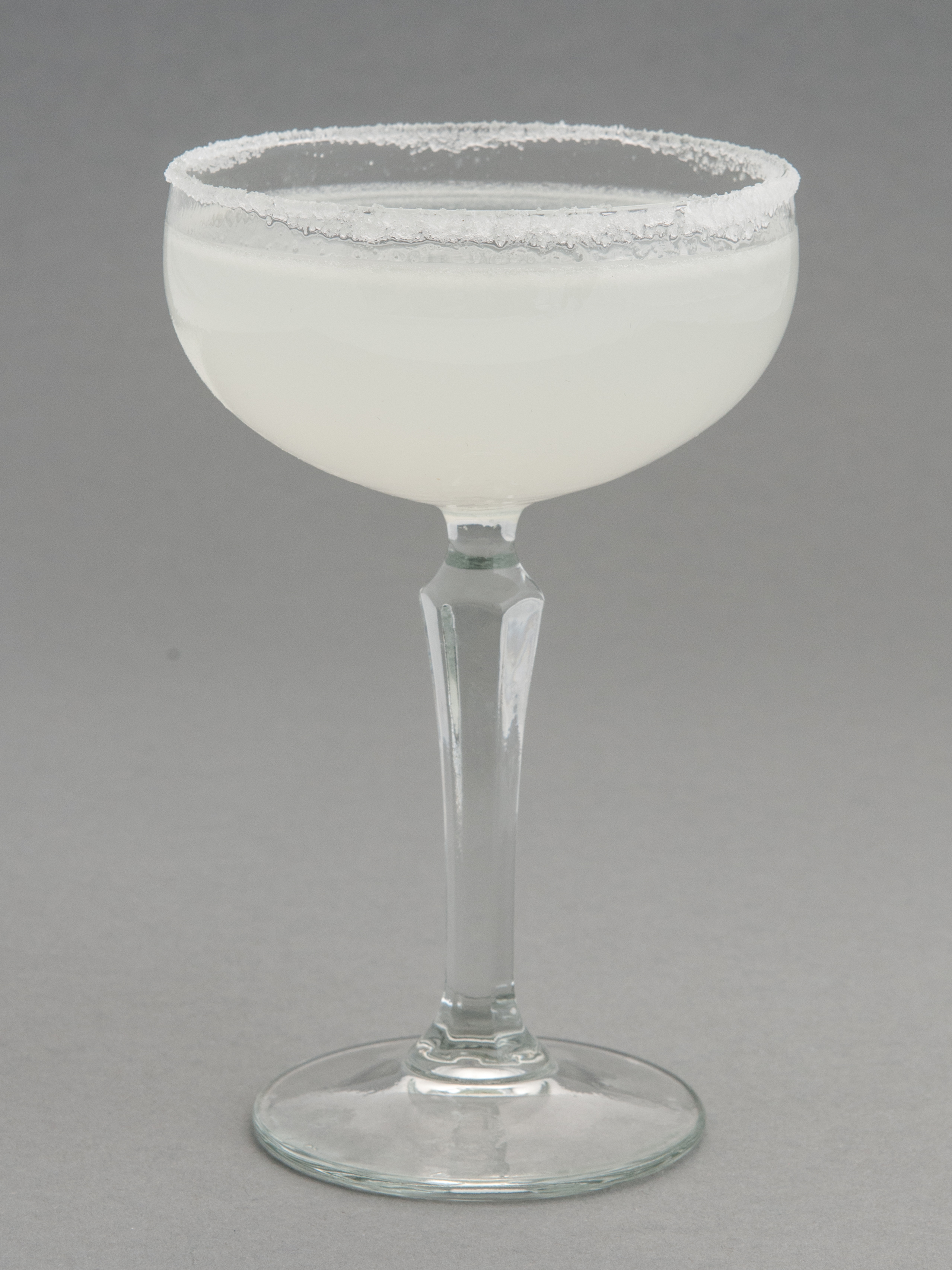
Margarita mit Salzrand in einer Cocktailschale (Coupette)

Die Margarita ist ein Cocktail auf der Basis von Tequila. Eine ursprüngliche Bezeichnung war Tequila Daisy. Der Shortdrink variiert die klassische Grundstruktur eines Sours (Spirituose + Zitrussaft + Zucker), indem der Zucker(sirup) durch Triple Sec, einen Orangenlikör, ersetzt wird.
Im Zuge der Verbreitung von Tequila als Mix-Spirituose wurde auch die Margarita in der zweiten Hälfte des 20. Jahrhunderts weltweit populär und gehört neben Tequila Sunrise zu den international bekanntesten Tequila-Drinks. Neben der klassischen Version, die im Shaker auf Eis geschüttelt und – oft mit einem Salzrand am Glas versehen – ohne Eis in einer Cocktailschale serviert wird, ist auch die Frozen Margarita beliebt, die mit Crushed Eis im Blender zubereitet und halbgefroren serviert wird.

## Geschichte
Wie bei fast jedem klassischen Cocktail ranken sich auch bei der Margarita zahlreiche Anekdoten und Legenden um ihre Entstehung. So soll der mexikanische Barkeeper Carlos Herrera den Drink 1938 oder 1939 in seiner Bar in Tijuana in Mexiko gemixt und nach dem Revuegirl Marjorie King benannt haben. Einer anderen Geschichte zufolge gehe der Name auf ein Showgirl namens Margarita de la Rosa aus Guadalajara zurück (ebenfalls 1938). Tatsächlich war die Rezeptur zu dieser Zeit bereits etabliert: In einer 1937 erschienenen Rezeptsammlung, die der Barkeeper William J. „Bill“ Tarling für die UKBG (United Kingdom Bartenders Guild) und die Kunden der Bar Café Royal zusammenstellte, findet sich folgender Cocktail:

„Picador: 1/4 frischer Limetten- oder Zitronensaft, 1/4 Cointreau, 1/2 Tequila. Schütteln.“

Das Rezept entspricht der noch heute üblichen Zubereitung einer Margarita und unterscheidet sich von dem seinerzeit bereits bekannten Cocktail Sidecar nur durch die veränderte Basisspirituose, nämlich Tequila statt Weinbrand bzw. Cognac. Aus dem Jahr 1944 ist die Abwandlung des Sidecars mit Tequila in den Vereinigten Staaten auch namentlich als Tequila Sidecar belegt, und bereits 1936 trank man dort Tequila Daisy aus Tequila, Orangenlikör und Zitrussaft. „Daisy“ war seit dem 19. Jahrhundert eine übliche Bezeichnung für verschiedene Cocktails auf Sour-Basis und in den USA vor allem seit den 1920er Jahren beliebt. Auch wenn die frühesten Quellen – wie der Syracuse Herald (1936) keine exakte Rezeptur der Tequila Daisy angaben, so liegt die Verbindung zur Margarita sehr nahe, denn „Daisy“ (englisch für „Gänseblümchen“) heißt auf Spanisch margarita.
Als wahrscheinlich gilt daher, dass der Cocktail irgendwann während oder kurz nach der Alkoholprohibition in den Vereinigten Staaten in den USA entstand oder im benachbarten Mexiko, wo sich während der Prohibition viele wohlhabende Amerikaner mit Alkohol versorgten. In diesem Zusammenhang nimmt auch der Club Kentucky in der Grenzstadt Ciudad Juárez die Erfindung des Margarita für sich in Anspruch. Belegt ist jedenfalls, dass der Tequila-Hersteller José Cuervo bereits 1945 mit einem Drink namens Margarita warb. 1953 kürte die Zeitschrift Esquire die Margarita zum „Drink des Monats“ mit den Worten „Sie ist aus Mexiko, Señores, und sie ist hübsch anzusehen, aufregend und provokant.“
Seit den 1950er Jahren wird die Margarita in Bars weltweit serviert. Heute wird sie von der International Bartenders Association (IBA) in ihrer Liste der „Offiziellen Cocktails“ in der Kategorie „Contemporary Classics“ (zeitgenössische Klassiker) geführt. 1977 machte Sänger Jimmy Buffett den Drink in seinem größten Hit Margaritaville ebenfalls populär. Die Margarita zählt zu den international bekanntesten Mixgetränken; bei einer Umfrage eines Reiseportals zu den weltweit in Hotelbars am häufigsten bestellten Cocktails und Drinks landete sie auf Platz 8.

## Zubereitung
Eine Margarita wird meist aus zwei Teilen Tequila und je einem Teil Triple Sec (Orangenlikör) und Limettensaft gemixt. Der Cocktail wird stets mit Eis im Cocktail-Shaker geschüttelt, ohne Eis in eine Cocktailschale abgeseiht und in einem idealerweise vorgekühlten Glas mit Salzrand serviert. Das Rezept der IBA reduziert die Menge des Zitrussaftes. Um eine optimale Süße-Säure-Balance herzustellen, kann aber zusätzlich auch Zucker- oder Agavensirup hinzugefügt werden.
Beim Vergleich verschiedener Rezepte ist zu berücksichtigen, dass sich mexikanische Echte Limetten von den in Europa üblichen Gewöhnlichen Limetten unterscheiden; sie sind fruchtiger und in der Säure etwas verhaltener. Auch durch die Verwendung verschiedener Tequila-Qualitäten, wie Mixto oder 100 % Agave, verschiedenen Marken sowie schließlich der Wahl zwischen ungelagertem Blanco und gelagertem Reposado können sich deutliche Unterschiede im Drink und der geeigneten Zusammensetzung ergeben.

## Varianten

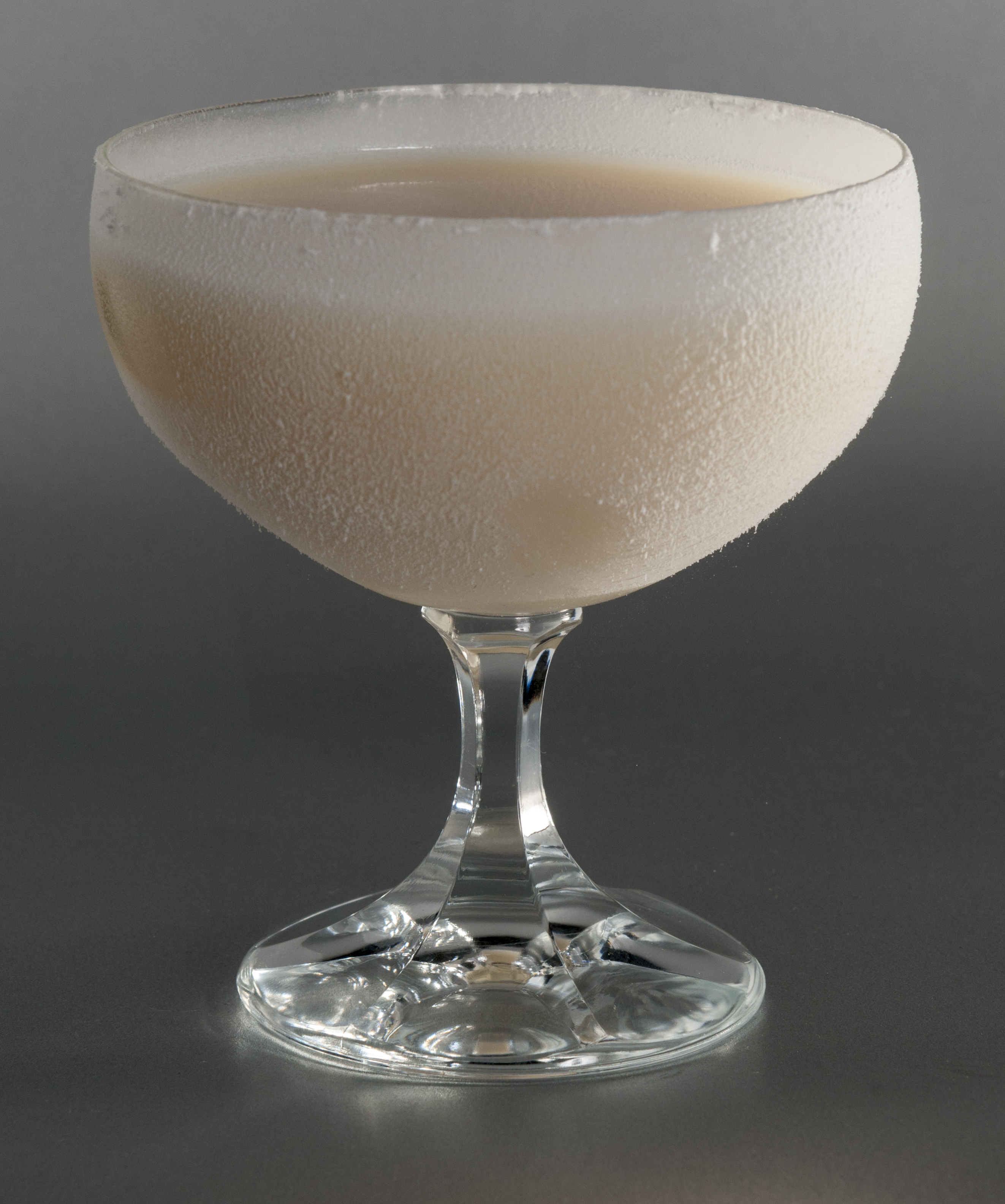
Variante Buttermilk Margarita in einer geeisten Cocktailschale

- Als Variante kann bei der klassischen Margarita statt Triple Sec auf Orangenbasis auch solcher auf Agavenbasis verwendet werden; der Drink heißt dann „Agave Sec Margarita“.[14]
- „Tommy’s Margarita“ hat sich in den ersten Jahren des 21. Jahrhunderts weltweit verbreitet. Sie ist nach dem 1965 gegründeten Tommy’s Restaurant in San Francisco benannt und geht auf Julio Bermejo zurück. Die IBA führt sie in der Kategorie New Era Drinks (etwa: Drinks des neuen Zeitalters); bei der Zubereitung wird statt Triple Sec Agavensirup verwendet. Die Zubereitung gleicht ansonsten der klassischen Margarita, jedoch wird auf einen Salzrand verzichtet.[15]
- Bei der „Frozen“-Variante einer Margarita werden die Zutaten mit einigen Löffeln zerstoßenem Eis im Blender gemixt. Der Drink erhält dadurch eine cremige, fast sorbetartige Konsistenz und ist sehr kalt.
- Frucht-Margaritas, zum Beispiel eine Strawberry Margarita, werden unter Verwendung frischer Früchte und teilweise auch Fruchtlikören oder -sirups gemixt. Sie sind besonders in der Frozen-Variante beliebt.